# Cmentarze żydowskie w Warszawie

## Cmentarz żydowski (ul. Okopowa 49/51)

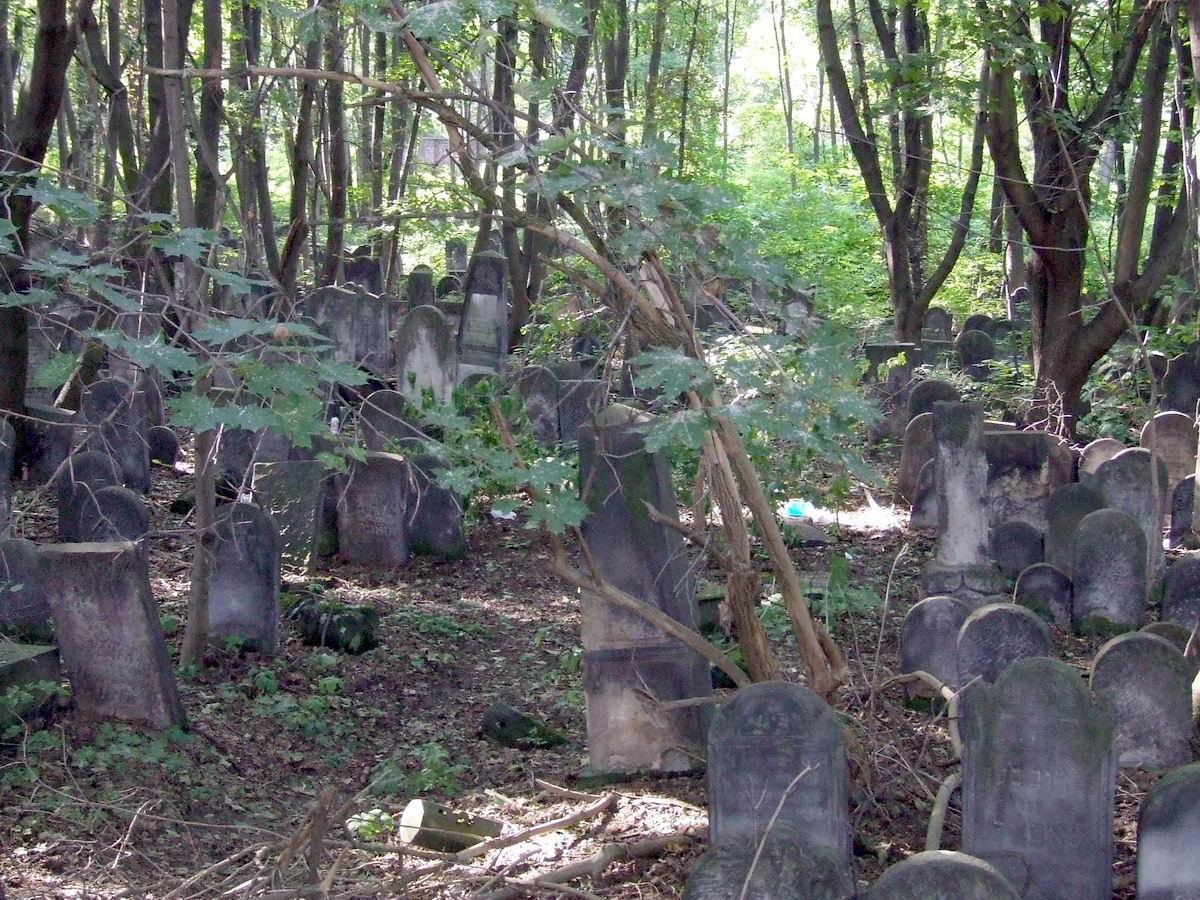
Cmentarz żydowski na Woli

Znajduje się w Warszawie na Woli – został założony w 1806 roku i jest podzielony na kwatery męską i kobiecą. Odróżnić można ponadto części ortodoksyjne od reformowanych. Nad grobami stoją macewy oraz – w przypadku cadyków i ważniejszych rabinów – ohele. Pierwszym ohelem był w 1822 roku zbudowany grób Berka Sonnenberga. Do dziś zachowało się blisko 170 tys. nagrobków i mogił. W czasie drugiej wojny światowej pochowano tam tysiące zmarłych ofiar niemieckiego terroru.
Cmentarz należy do warszawskiej gminy wyznaniowej żydowskiej i nadal jest czynny.
Dawniej na cmentarzu znajdowała się późnoklasycystyczna synagoga Cmentarna.

## Cmentarz żydowski (ul. św. Wincentego)

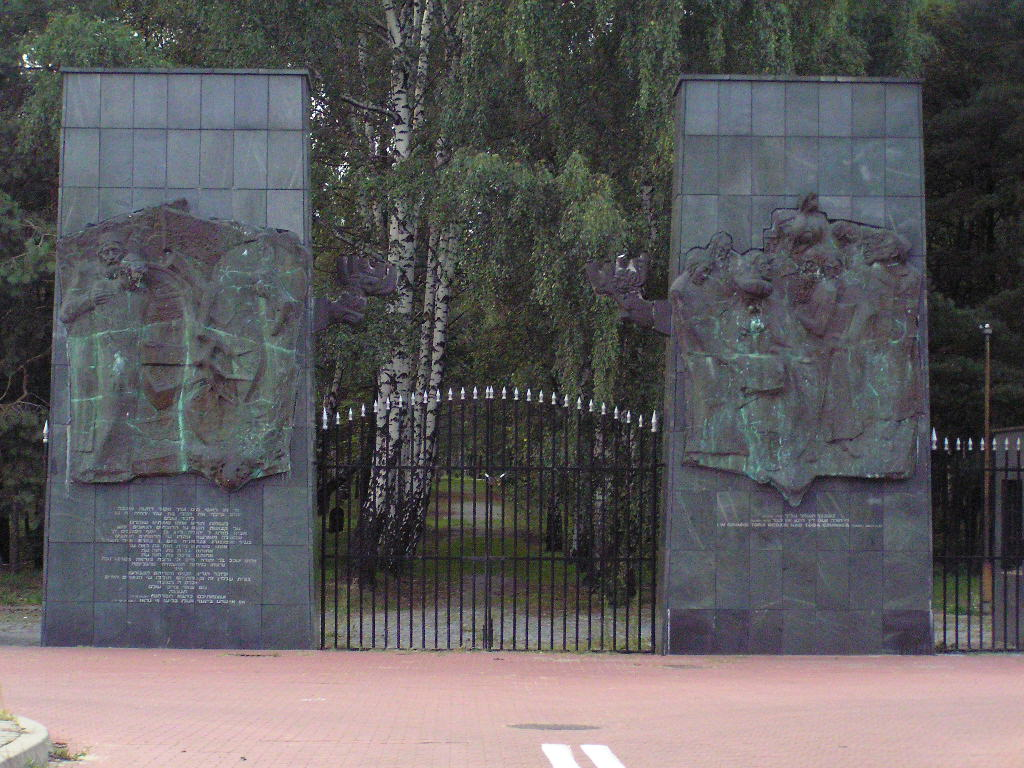
Cmentarz Żydowski w Bródnie

## Cmentarz żydowski w (ul. Kwitnącej Akacji)
Cmentarz został założony na początku XX wieku. Podczas II wojny światowej Niemcy zdewastowali cmentarz. Na powierzchni 1 hektara zachowały się zaledwie 4 nagrobki, z których najstarszy pochodzi z 1927 roku.